# Azap
Azaperna (även kallade Azab) tillhörde infanteriet i den osmanska armén och var en vapengren som under 200 år endast bestod av turkiska soldater. Under åren 1300-1500 utsattes de för extremt stenhård träning samt uppfostran ända från barndomen till vuxenåldern, vilket var 18 år. Under strid bar de vanligen tunga rustningar med sköld och en kraftig hillebard på vikt av ungefär 20 kg. Skölden bar oftast avbildningar på månskäran samt röd bakgrund, för att symbolisera krigarens turkiska blod. Detta turkiska kännetecken förändrades dock under början av 1500-talet, eftersom enorma mängder av krigare från mellanöstern utbildades till azaper under denna period. Dock utsattes dessa inte för lika hård träning. 